# Boldog, Senec
Boldog este o comună slovacă, aflată în districtul Senec din regiunea Bratislava. Localitatea se află la altitudinea de 123 m deasupra n.m., se întinde pe o suprafață de 4,5 km2 și în 2017 număra 464 de locuitori.

## Istoric
Localitatea Boldog este atestată documentar din 1245.

## Demografie
| An:                | 1994 | 2004   | 2014   | 2024    |
| ------------------ | ---- | ------ | ------ | ------- |
| Număr de persoane: | 405  | 413    | 449    | 529     |
| Diferență:         |      | +1,97% | +8,71% | +17,81% |

| An:                | 2023 | 2024   |
| ------------------ | ---- | ------ |
| Număr de persoane: | 527  | 529    |
| Diferență:         |      | +0,37% |